# Edward Williams Morley
Edward Williams Morley (Newark, New Jersey, 29. siječnja 1838. – West Hartford, Connecticut, 24. veljače 1923.), američki kemičar i fizičar. Diplomirao na Williams College 1860., nastavljajući osim znanstvenog usavršavanja i studij teologije. Od 1869. do umirovljenja 1906. bio profesor kemije na sveučilištu Western Reserve u Clevelandu (danas Case Western Reserve). Morleyjev znanstveni interes bio je usmjeren na precizno određivanje gustoće i relativnih atomskih masa plinova, te udjela kisika u atmosferi i vodi. Bavio se istraživanjem toplinskoga širenja i brzinom svjetlosti u magnetskom polju. Kao sposoban eksperimentator privukao je pozornost fizičara A. A. Michelsona, pa su zajedno 1887. izveli ispitivanje poznato kao Michelson-Morleyjev pokus.

## Michelson-Morleyjev pokus
Michelson-Morleyjev pokus je najznačajniji i najutjecajniji pokus s takozvanim nultim rezultatom u povijesti znanosti, izveden 1887. u Clevelandu u suradnji A. A. Michelsona i E. W. Morleyja. Pokus je bio namijenjen utvrđivanju relativne brzine gibanja Zemlje u odnosu na eter, hipotetičko sredstvo kojim se, kako se vjerovalo, šire valovi svjetlosti. Tijekom pokusa osjetljivi Michelsonov interferometar indirektno je uspoređivao duljine putova svjetlosti, koja se gibala u dva međusobno okomita smjera: u smjeru gibanja Zemlje oko Sunca i okomito na taj smjer. Ideja pokusa bila je jednostavna: ako je brzina svjetlosti stalna s obzirom na pretpostavljeni eter kroz koji se Zemlja giba, onda bi se njezino gibanje moglo utvrditi uspoređivanjem brzine svjetlosti u smjeru gibanja Zemlje, gdje bi trebalo doći do zbrajanja brzine svjetlosti i brzine gibanja Zemlje, s brzinom svjetlosti pod pravim kutom prema smjeru gibanja Zemlje. Međutim, razlike nije bilo, otuda naziv nulti rezultat. Izostanak tog učinka obesnažio je stoljetnu teoriju o postojanju etera i pridonio spoznaji kako je brzina svjetlosti univerzalna konstanta. Premda nije pouzdano potvrđeno da je Albert Einstein u oblikovanju teorije relativnosti 1905. pošao baš od toga rezultata, pokus je omogućio prihvaćanje nove fizike i novih pojmova prostora i vremena u usporedbi s klasičnom Newtonovom fizikom.